# 北見赤十字病院
北見赤十字病院（きたみせきじゅうじびょういん、英語: Japanese Red Cross Kitami Hospital）は、北海道北見市にある病院。通称北見日赤病院。

## 概要
オホーツク圏唯一の救命救急センターがあり、地方センター病院、周産期母子医療センター、がん診療連携拠点病院、地域医療支援病院、北海道災害拠点病院などの様々な高度機能を担う地域の中核病院になっている。施設の老朽化・狭隘化に伴い、中心市街地活性化の一環として北見市役所庁舎跡地に新病棟を建設した。3階上空通路で接続している北海道立北見病院はオホーツク圏唯一の心臓血管外科がある病院であり、一体的な医療提供を構築することによって救急・急性期医療の充実化を図っている。

## 沿革
- 1935年（昭和10年）：「日本赤十字社北海道支部野付牛療院」として開設。
- 1939年（昭和14年）：日本赤十字社北海道支部看護婦講習所開設（1941年に乙種救護看護婦養成所に変更）。「日本赤十字社北海道支部野付牛病院」と改称。
- 1941年（昭和16年）：小清水分院開設。
- 1942年（昭和17年）：市制施行に伴い、「日本赤十字社北海道支部北見病院」と改称。
- 1943年（昭和18年）：「北見赤十字病院」と改称。
- 1945年（昭和20年）：生田原分院開設。
- 1947年（昭和22年）：置戸分院開設。
- 1952年（昭和27年）：養成所廃止し、北見赤十字高等看護学院開設。
- 1954年（昭和29年）：置戸分院が「置戸赤十字病院」として独立。
- 1958年（昭和33年）：総合病院承認。「総合病院北見赤十字病院」と改称。
- 1964年（昭和39年）：生田原分院を生田原町に有償移管。小清水分院が「小清水赤十字病院」として独立。
- 1969年（昭和44年）：第1期工事竣工（東館）。
- 1976年（昭和51年）：北見赤十字高等看護学院を北見赤十字看護専門学校と改称。
- 1980年（昭和55年）：看護専門学校・体育館新設工事竣工。第2期工事竣工（西館）。リハビリセンター開設。
- 1984年（昭和59年）：第3期工事竣工（北館）。
- 1992年（平成04年）：救命救急センター開設。
- 1993年（平成05年）：第4期工事竣工（南館）。総合リハビリテーション承認。
- 1995年（平成07年）：健康管理センター開設。
- 1997年（平成09年）：北見市夜間急病センター受託（2011年終了）。
- 2001年（平成13年）：オーダリングシステム開始。
- 2002年（平成14年）：北見赤十字看護専門学校閉校。精神科デイ・ケア開設。
- 2006年（平成18年）：診断群分類包括評価（DPC）開始。
- 2008年（平成20年）：総合病院北見赤十字病院から「北見赤十字病院」と名称変更。
- 2009年（平成21年）：昭和大学と「医療人の育成に関する協定書」締結。
- 2010年（平成22年）：オホーツク医療環境研究講座・研究室開設。
- 2012年（平成24年）：認知症疾患医療センター開設。
- 2014年（平成26年）：オホーツクPETセンター開設。移転新築・改修工事（本館竣工）[1][6]。
- 2015年（平成27年）：移転新築・改築工事（北館竣工）[7]。移転新築・改修工事（本館・北館・多目的ホールミント竣工）[8]。
- 2016年（平成28年）：グランドオープン。救急ワークステーション開設。北海道立北見病院と接続。

## 機関指定
| 保険医療機関                             | 基幹型臨床研修指定病院                           |
| 臓器提供施設                             | 救急告示病院                                     |
| 生活保護法指定医療機関                   | 結核指定医療機関                                 |
| 救命救急センター                         | 労災保険指定医療機関                             |
| 第二種感染症指定医療機関                 | 小児救急医療拠点病院                             |
| 指定養育医療機関                         | 公害医療機関                                     |
| 病院群輪番制病院                         | 母性保護法指定医療機関                           |
| 地方センター病院                         | 総合周産期母子医療センター（道認定）             |
| 地域センター病院                         | 原子爆弾被爆者医療指定医療機関                   |
| 地域災害医療センター                     | 精神保健福祉法第19条の8に基づく指定病院          |
| へき地中核病院                           | 身体障害者福祉法指定医療機関                     |
| 地域医療支援病院                         | 指定自立支援医療機関（精神通院・育成・更生医療） |
| 地域がん診療連携拠点病院                 | 特定疾患治療研究事業委託医療機関                 |
| エイズ治療拠点病院                       | 災害拠点病院                                     |
| 小児慢性特定疾患治療研究事業委託医療機関 | 地域型認知症疾患医療センター                     |
| 総合診療医養成研修センター               |                                                  |

## 診療科等
診療科
- 内科・総合診療科
- 消化器内科・腫瘍内科
- 循環器内科
- 神経精神科
- 小児科
- 外科
- 整形外科
- 形成外科
- 脳神経外科
- 皮膚科
- 泌尿器科
- 産婦人科
- 眼科
- 頭頸部・耳鼻咽喉科
- 放射線科
- 麻酔科
- ペインクリニック内科
- 緩和ケア内科・腫瘍精神科
- 歯科口腔外科
- 病理診断科
- 検査部

専門外来
- セカンドオピニオン外来
- 看護外来

部門
- 地域医療連携室
- リハビリテーション科
- 診療放射線科
- 看護部

## 施設認定
| ユニセフ･WHO 赤ちゃんにやさしい病院 (Baby Friendly Hospital) 認定病院 | 日本人間ドック学会機能評価認定病院                                                     |
| マンモグラフィ検診施設画像認定施設                                    | 日本がん治療認定医機構研修施設認定                                                     |
| 日本内科学会認定医制度認定教育施設                                    | 日本整形外科学会整形外科専門医制度研修施設                                             |
| 日本麻酔科学会麻酔科専門医制度・麻酔科認定医制度認定病院              | 日本眼科学会専門医制度専門医研修施設（一般研修施設）                                   |
| 日本産婦人科学会専門医制度卒後研修指導施設                            | 日本耳鼻咽喉科学会認定耳鼻咽喉科専門医制度専門医研修施設                               |
| 日本頭頸部外科学会頭頸部がん専門医制度指定研修施設                    | 日本泌尿器科学会専門医制度基幹教育施設                                                 |
| 日本形成外科学会専門医制度認定施設                                    | 日本外科学会外科専門医制度修練施設                                                     |
| 日本救急医学会救急科専門医指定施設                                    | 日本循環器学会認定循環器専門医制度研修施設                                             |
| 日本消化器病学会専門医制度基幹研修施設                                | 日本小児科学会小児科専門医制度研修施設                                                 |
| 日本消化器外科学会専門医制度基幹研修施設                              | 日本脳神経外科学会専門医制度専門医訓練施設（C項施設）                                  |
| 日本胸部外科学会認定医認定制度関連施設                                | 日本消化器内視鏡学会専門医制度指導施設                                                 |
| 日本病理学会病理専門医制度病理科登録施設                              | 日本脳卒中学会脳卒中専門医制度認定研修教育病院                                         |
| 日本医学放射線学会専門医制度専門医修練協力機関                        | 日本周産期・新生児医学会新生児専門医制度、母体・胎児専門医制度新生児専門医指定研修施設 |
| 日本精神神経学会精神科専門医制度研修施設                              | 日本臨床腫瘍学会専門医制度認定研修施設                                                 |
| 日本リウマチ学会専門医制度教育施設                                    | 日本乳癌学会認定医・専門医制度関連認定施設                                             |
| 日本高血圧学会専門医制度認定施設                                      | 日本心血管インターベンション治療学会専門医制度研修関連施設                             |

## 付属施設
- 院内託児所
- オホーツクPETセンター

## アクセス・駐車場
- 北海道旅客鉄道（JR北海道）石北本線北見駅から徒歩8分。
- 北海道北見バス「日赤病院」「日赤病院西館」「北見郵便局」バス停下車
- 佐呂間町ふれあいバス、北紋バス「北見赤十字病院」バス停下車[10][11]